# فرشاد سنجری
فرشاد سنجری (زادهٔ ۱۳۲۵ – درگذشته ۱ آذر ۱۳۹۸) نوازندهٔ پیانو و رهبر ارکستر اهل ایران بود. او به عنوان رهبر مهمان ارکسترهایی نظیر ارکستر سمفونیک تهران، ارکستر مجلسی تلویزیون ملی ایران، ارکستر اپرای تهران و ارکستر فیلارمونیک اسلواکی را رهبری کرد.

## زندگی‌نامه
فرشاد سنجری در سال ۱۳۲۵ در تهران متولد شد. او ثمره نخستین ازدواج حشمت سنجری بود و از کودکی به دور از مادر زندگی می‌کرد. وی مقدمات موسیقی را نزد پدرش حشمت سنجری، رهبر وقت ارکستر سمفونیک تهران، فرا گرفت. در کودکی همراه با خانواده به اتریش رفت و در دانشگاه موسیقی و هنرهای نمایشی وین در رشته پیانو تحصیل کرد. پس از بازگشت به تهران، تحصیلات خود را در هنرستان عالی موسیقی ادامه داد. او پس از اجرای کنسرتو پیانوی چایکوفسکی به رهبری پدرش دیپلم پیانو گرفت.
فرشاد سنجری در سال ۱۹۶۵ برای تحصیل در رشته رهبری ارکستر و اپرا زیر نظر رهبر اپرای دولتی وین، هانس اسواروسکی به اتریش بازگشت. پیش از پایان تحصیل در اتریش، فعالیت‌های اجرایی فرشاد سنجری در تهران آغاز شد.

## فعالیت حرفه‌ای
فرشاد سنجری در سال ۱۹۷۰، با ارکستر سمفونیک تهران «راپسودی مازندرانی» ساخته هرمز فرهت را رهبری کرد. تنها اثر ضبط شده‌ای که به رهبری فرشاد سنجری در دسترس است «بومی وار» ساخته ثمین باغچه‌بان با الهام از ترانه‌های محلی ایران است که در سال ۱۹۷۲ با ارکستر سمفونیک تهران اجرا شد. ازدواج او دوام نیاورد و پس از جدایی به تنهایی در اتریش زندگی می‌کرد.
فرشاد سنجری با آهنگسازان ایرانی که برای ارکستر سمفونیک آثاری می‌نوشتند نیز همکاری کرد؛ بخش‌هایی از «افسانه آفرینش» اثر امانوئل ملیک اصلانیان، «راپسودی» از احمد پژمان و سه بخش از باله «هفت پیکر» ساخته مصطفی پورتراب از جمله آثاری هستند که فرشاد سنجری از آهنگسازان ایران با ارکستر سمفونیک تهران اجرا کرد. وی همزمان به عنوان رهبر میهمان با ارکستر مجلسی تلویزیون ملی ایران و ارکستر اپرای تهران نیز کنسرت‌هایی اجرا کرد.
فرشاد سنجری بین سال‌های ۱۹۷۲ تا ۱۹۷۹ کنسرت‌هایی به ویژه در اتریش، چکسلواکی، و لهستان اجرا کرد؛ نمونه آن برنامه‌ای با ارکستر فیلارمونیک اسلواکی در جشنواره پیستانکسی در ژوئیه ۱۹۷۷ بود که در آن کنسرتو پیانوی شماره یک از سرگئی راخمانینف را با تکنوازی مارتا ژانُوا رهبری کرد. به عنوان رهبر میهمان، او بارها به ایران مسافرت می‌کرد. یکی از آخرین برنامه‌های فرشاد سنجری در ایران، اجرای اپرای فالستاف، اثر جوزپه وردی بود که در دسامبر ۱۹۷۷ با ارکستر اپرای تهران در تالار رودکی (تالار وحدت) اجرا کرد. آخرین کنسرت‌های فرشاد سنجری به عنوان رهبر ارکستر در لهستان اجرا شدند.

## پس از انقلاب
در هنگام رخداد انقلاب ۱۳۵۷ ایران، فرشاد سنجری برای اجرای کنسرت‌های خود در لهستان بود. با پیروزی انقلاب، او دیگر به ایران بازنگشت و چند سال در وین به عنوان پیانیست اپرا و باله (رِپِتیتور) کار کرد.

## درگذشت
در روز ۱ آذر ۱۳۹۸ (۲۲ نوامبر ۲۰۱۹) آپارتمان فرشاد سنجری در وین دچار آتش‌سوزی شد و او در سن ۷۲ سالگی درگذشت.